# Hydroxid cínatý
Hydroxid cínatý je anorganická sloučenina se vzorcem Sn(OH)2, cín se zde nachází v oxidačním čísle II.

## Příprava
Čistý Sn(OH)2 se připravuje reakcí (CH3)3SnOH s chloridem cínatým v aprotickém rozpouštědle:
2 Me3SnOH + SnCl2 → Sn(OH)2 + 2 Me3SnCl.
Dříve se předpokládalo, že Sn(OH)2 je možné připravit také reakcí cínatých solí s hydroxidy alkalických kovů jako například NaOH, ovšem struktura vzniklého produktu odpovídá spíše hydratovanému oxidu cínatému, například 5 SnO.2 H2O nebo 3 SnO.H2O.
Struktura čistého Sn(OH)2 není známa.

## Reakce
Hydroxid cínatý je snadno oxidovatelný za vzniku kyseliny cíničité (Sn(OH)4).